# پایگاه هوایی رافیلا
پایگاه هوایی رافیلا (به انگلیسی: Rafaela Aerodrome) (به زبان بومی: Aeródromo de Rafaela) یک فرودگاه همگانی با کد یاتا RAF است که یک باند فرود بتن دارد و طول باند آن ۱۱۲۵ متر است. این فرودگاه در کشور آرژانتین قرار دارد و در ارتفاع ۱۱۰ متری از سطح دریا واقع شده است.